# 唐鍾
唐鍾（1410年—？），字廷用，陝西西安府乾州人，民籍。明朝政治人物。進士出身。

## 生平
陝西鄉試第九名。正統七年（1442年）壬戌科會試第一百八名，殿試登進士第三甲第三十三名。

## 家族
曾祖唐助，曾任元乾州學訓導。祖父唐經。父亲唐璡。